# 養和
養和（1181年8月25日－1182年6月29日）是日本的年號。這個時代的天皇是安德天皇。武家首領是時任內大臣的平宗盛。
這個年號使用的時代發生源平合戰。此年号为平氏年号，同期源氏仍使用治承。

## 改元
- 治承五年七月十四日（西元1181年8月25日） 改元養和。
- 養和二年五月二十七日（西元1182年6月29日） 改元壽永。

## 出處
- 《後漢書卷八十三·逸民列傳第七十三·臺佟傳》：「佟曰：『佟幸得保終性命，存神養和。如明使君奉宣詔書，夕惕庶事，反不苦邪？』」

## 大事記
- 養和元年；平知盛就任征東將軍。

## 紀年、西曆、干支對照表
| 養和       | 元年     | 二年   |
| 源氏之年號 | 治承五年 | 六年   |
| 儒略曆日期 | 1181年   | 1182年 |
| 干支       | 辛丑     | 壬寅   |